# Ricardo Guzmán Wolffer
Ricardo Guzmán Wolffer (Ciudad de México, 18 de enero de 1966) es un abogado y escritor (narrador, poeta y dramaturgo) mexicano, del género de cuento y de obras de ciencia ficción. Es columnista en el periódico La Jornada. Ha escrito en Revista de Revistas, de Excélsior; en Los Universitarios, de la Universidad Nacional Autónoma de México; en Hojas de Utopía; en Origina; en Generación; en Biombo Negro (revista ganadora de la beca otorgada por el Instituto Nacional de Bellas Artes (INBA) a las revistas independientes en 1994 y de cuyo consejo editorial formó parte); Asimov (revista ganadora de la beca otorgada por el INBA a las revistas independientes en 1997 y de cuyo consejo editorial formó  parte); en los periódicos Nacional, Excélsior, La Jornada; Imparcial, Noticias y Hora, estos tres últimos de la ciudad de Oaxaca, y en el boletín literario gratuito La Bellota, órgano del taller de lectura, escritura e imaginación “El mundo no cabe en una palabra” (publicación que obtuvo la beca del Consejo Nacional para la Cultura y las Artes (Conaculta en el 2000, en la rama de publicaciones independientes). En las revistas Renacimiento, Chilango, El Mundo del Abogado, Iter Criminis, del Instituto Nacional de Ciencias Penales (Inacipe), y en el Semanario Judicial del Tribunal Superior del Estado de Puerto Alegre, Brasil.[cita requerida]

## Formación académica
Estudió Derecho en la Universidad del Valle de México y un posgrado en el Instituto de Especialización Jurídica de la Suprema Corte de Justicia de la Nación.[cita requerida]

## Obra
- Cuentos de barrio
- Historias de lo incierto (1992)
- Radhamán (1993)
- Vivir en filo (1997)
- Bestias de la noche (1998)
- Sin resaca: y pariendo entre México y Florencia (1998)
- Virgen sin suerte (1999)
- Que Dios se apiade de todos nosotros (2001)
- Colman los muertos el aire (2001)
- La frontera huele a sangre (2002)
- Difrentes (2002)
- Bestias (2005)
- Cuentos de humor negro (2007)
- Cuentos de negra juventud (2011)
- Los monstruos y el miedo: incitación a la lectura (2012)
- Negras intenciones (2013)
- Extremos: antología de cuentos conjeturas de escritores mexicanos y argentinos (2016)
- 1818: aventura: antología de ciencia ficción hispano-mexicana (2018)
- Oaxaca Nogales Estambul (2020)[1]
- Sepu y El Milanesas vs. Las invasoras cabareteras (2021)[2]